# Halvásárcsarnok (Hamburg)

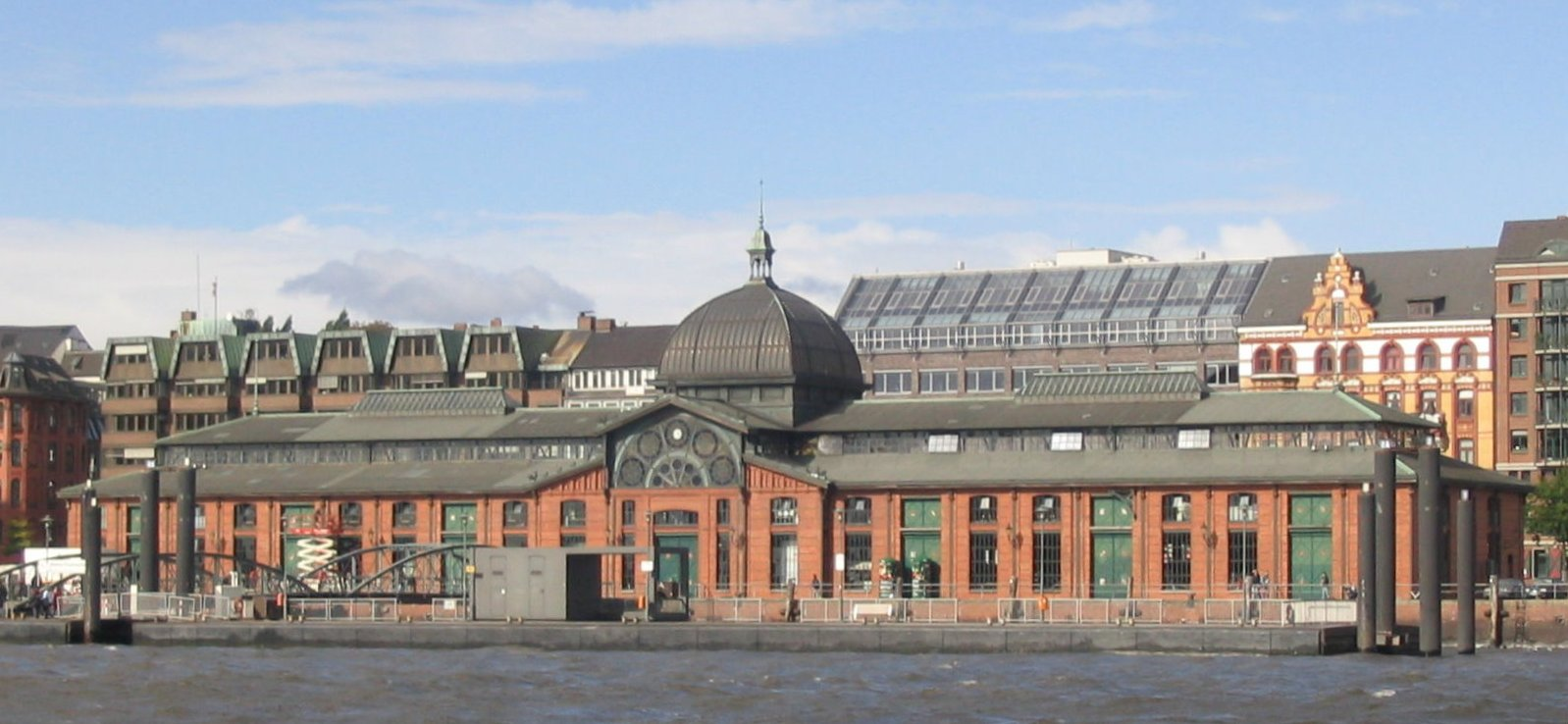
A Halvásárcsarnok az Elba felől

A Halvásárcsarnok Hamburg városának egyik nevezetes épülete. Az 1886-ban épített csarnokban régen halárveséseket tartottak, ma rendezvényteremként működik.

## Története
A Halvásárcsarnok a Nagy-Hamburg-törvény életbe lépése előtt Altona városhoz tartozott. A 16. században Dánia kiterjesztette befolyását az Elba alsó folyása mentén. A dánok meg akarták erősíteni befolyásukat a nekik ellenszegülő Hamburg környékén, ezért Altona várost önálló vásártartási joggal ruházták fel. A 16. század közepétől kezdve Altona városa Hamburg minden ellenkezése ellenére heti halpiacot tartott az Elba partján, ami konkurenciája volt a hamburgi vásároknak.
A Hamburg belvárosából St. Pauliba kitelepített halpiac közvetlenül az altonai halpiac szomszédságában kapott helyet. A hamburgiak még egy saját halárverési csarnokot is felépítettek. A halárverések hamarosan elterjedtek lettek. A halászhajók egyszerre nagy mennyiségű halat rakodtak ki, amelyeket liciteken értékesítettek. A halárverés oly' sikeres módszer volt, hogy hamarosan az altonai piac szereplői is áttértek a kereskedelemnek e formájára.
Altona 1886-ban fejezte be a Halvásárcsarnok építését. A csarnok az antik Róma piacaira emlékeztetvén egy háromhajós csarnokot formáz. A csarnokhoz móló is tartozott, ahol egyszerre nyolc halászhajót rakodhattak ki. Az altonai Halvásárcsarnokot a kor legmodernebb technikájával látták el, így a csarnok forgalma hamarosan felülmúlta a szomszédos hamburgi konkurensét. 1934-ben a hamburgi és az altonai halpiacot egy cégbe vonták össze. Mindkét vásárcsarnok súlyosan megrongálódott a második világháború alatti légitámadásokban, a háború után csak az üzletmenet helyreállításához szükséges javításokat tették meg. A Halvásárcsarnok 1948-ban nyitott ki újra. Az 1970-es években a halászflotta áttelepült Cuxhaven és Bremerhaven kikötőibe, így a hamburgi árverések egyre ritkábbak lettek, majd elmaradtak. Az 1976-os vihardagály után az egykori hamburgi vásárcsarnokot lebontották, így mára csak a korhűen helyreállított altonai Halvásárcsarnok látható az Elba partján. A helyreállítást Europa Nostra-díjjal jutalmazták. Az újranyitás óta már nem haltőzsde működik az épületben. A Halvásárcsarnokot 3500 fős rendezvényteremként és kultúrközpontként használják.